# Малая Вишера (станция)
Ма́лая Ви́шера — железнодорожная станция в городе Малая Вишера на главном ходу Октябрьской железной дороги Санкт-Петербург — Москва. Самая дальняя станция, до которой следуют пригородные электропоезда с Московского вокзала Санкт-Петербурга.

## История
Станция I класса была открыта 1 (13) ноября 1851 года под названием Мало-Вишерская в составе Санкт-Петербурго-Московской железной дороги. Название станции утверждено приказом МПС № 227 от 21 декабря 1850 года. После переименования дороги 8 (20) сентября 1855 года станция в составе Николаевской железной дороги, а в 1863 году получила официальное название в создаваемой сети железных дорог — Малая Вишера.

Первоначально на станции было построено типовое одноэтажное каменное здания вокзала по проекту архитектора Р. А. Желязевича) с двумя каменными платформами, покрытыми у пассажирского здания навесами. Пространство между подпорными стенками этих платформ было засыпано землёй и поверху уложен настил из путиловской плиты. Также на станции построено круглое кирпичное паровозное депо на 22 секции (18 стойл для паровозов по 15 метров + 4 пути сквозные) с поворотным кругом 13,3 метра. В 1869—1872 годах на станции производились работы по удлинению 13 стойл в круглом депо и постройке нового прямоугольного депо на 12 паровозов.
В 1879—1882 годах на станции устраивались сортировочные пути, но сортировочной станции организовано не было.
С 27 февраля 1923 года после переименования дороги станция в составе Октябрьской железной дороги, приказом НКПС № 1028 от 20 августа 1929 года станция в составе Октябрьских железных дорог, с 1936 года станция в составе Октябрьской железной дороги.
Во время Великой Отечественной войны вокзал был разрушен. В 1943—1944 годах он был восстановлен по проекту архитектора В. Ф. Скаржинского.
Согласно тарифному руководству № 4 от 1965 года, на станции производятся работы по приёму и выдаче повагонных грузов, допускаемых к хранению на открытых площадках, хранению грузов повагонными и мелкими отправками, загружаемых целыми вагонами на подъездных путях и местах необщего пользования, приёму и выдаче повагонных грузов, допускаемых к хранению в крытых складах, приёму и выдаче грузов в универсальных контейнерах МПС на станциях, а также продажа билетов на все пассажирские поезда, приём и выдача багажа. Согласно приказу Росжелдора № 552 от 29 декабря 2012 года, на станции производится работа «с наливными грузами в танк-контейнерах на железнодорожных путях необщего пользования, принадлежащих ООО „Митекс“, по параграфам 8н (приём и выдача грузов в универсальных контейнерах массой брутто 20 и 24 т на подъездных путях), 10н (приём и выдача грузов в универсальных контейнерах массой брутто 24 и 30 т на подъездных путях)».
В 1971 году присвоен код ЕСР № 0631, 1975 году присвоен новый код ЕСР № 06310., с 1985 года новый код АСУЖТ (ЕСР) № 041602.
В 1982 году станции присвоен код Экспресс-2 № 20592, с 1994 года новый код Экспресс-3 № 2004592.
В разные годы от станции были проложены различные хозяйственные ветки:
- В 1921 году была проложена ширококолейная хозяйственно-топливная ветка от станции к пункту «Зеленщина»[10], которая использовалась для вывоза дров, согласно «Архиву о железной дороге» и информации от Ярослава Чибрякова, данная ветка была разобрана в 1930 году[11].
- В конце 1930-х годов от станции была устроена узкоколейная железная дорога до места «бараки», принадлежащая Маловишерскому леспромхозу, данная ветка была разобрана в начале 1950-х годов.
- Согласно топографическим картам 1970—80-х годов, по части линии бывшей ширококолейной ветки до пункта «Зеленщина» была проложена узкоколейная железная дорога Малая Вишера — Пустая Вишерка — Крутик, линия использовалась для вывоза леса и была разобрана в начале 2000-х годов.
- Согласно топографической карте 1942 года, в годы Великой Отечественной войны была построена военно-полевая узкоколейная железная дорога Малая Вишера — Вяжищи, после войны дорога на картах не указана.
- В 1950-х годах, по информации А. Корсакова, была устроена узкоколейная лесовозная ветка Малая Вишера — река Малая Вишера, дорога разобрана в начале 1980-х годов.

От станции также устроены подъездные пути, принадлежащие разным организациям: асфальтобетонный завод (на топографической карте 1986 года путь существует), Маловишерский ДОК (предприятие основано в 1991 году), стекольный завод (основан братьями Курженковыми в 1881 году), электротехнический завод (основан в 2010 году), тяговая злектроподстанция «Малая Вишера».

## Инфраструктура
Вокзал станции расположен между путями. На станции 5 пассажирских платформ: платформы № 1 и 2 — низкие, боковые, платформы № 3 и 5 — высокие, островные, платформа № 4 — низкая, островная. Платформы соединены между собой пешеходным мостом.
На станции действует локомотивное (ТЧР-19 Октябрьской железной дороги), ранее действовало вагонное депо. В настоящее время депо проводит полную ревизию колёсных пар электровозов и тепловозов. Историческое здание круглого депо, ранее оборудованное поворотным кругом, заброшено.

## Движение
Станция является конечной для части электропоездов, следующих с Московского вокзала Санкт-Петербурга, и промежуточной для электропоездов до станции Окуловка.
На станции имеют остановку более 25 пар поездов дальнего следования.
В соответствии с летним графиком 2014 года, ежедневно на прилегающих к станции участках проследуют порядка 100 поездов.
По состоянию на декабрь 2018 года через станцию курсируют следующие поезда дальнего следования:
| Круглогодичное обращение поездов | Круглогодичное обращение поездов   | Круглогодичное обращение поездов | Круглогодичное обращение поездов   |
| № поезда                         | Маршрут движения                   | № поезда                         | Маршрут движения                   |
| -------------------------------- | ---------------------------------- | -------------------------------- | ---------------------------------- |
| 17 «Карелия»                     | Петрозаводск — Москва              | 18 «Карелия»                     | Москва — Петрозаводск              |
| 23 «2-этажный»                   | -                                  | 24 «2-этажный»                   | Москва — Санкт-Петербург           |
| 35 «Северная Пальмира 2-этажный» | Санкт-Петербург — Адлер            | 36 «Северная Пальмира 2-этажный» | Адлер — Санкт-Петербург            |
| 41                               | Великий Новгород — Нижний Новгород | 42                               | Нижний Новгород — Великий Новгород |
| 43                               | Санкт-Петербург — Новороссийск     | 44                               | Новороссийск — Санкт-Петербург     |
| 45 «Текстильный Край»            | Санкт-Петербург — Иваново          | 46 «Текстильный Край»            | Иваново — Санкт-Петербург          |
| 49                               | Санкт-Петербург — Кисловодск       | 50                               | Кисловодск — Санкт-Петербург       |
| 59 «Волга»                       | -                                  | 60 «Волга»                       | Нижний Новгород — Санкт-Петербург  |
| 81                               | Санкт-Петербург — Белгород         | 82                               | Белгород — Санкт-Петербург         |
| 87                               | Санкт-Петербург — Смоленск         | 88                               | Смоленск — Санкт-Петербург         |
| 89                               | Санкт-Петербург — Волгоград        | 90                               | Волгоград — Санкт-Петербург        |
| 91                               | Мурманск — Москва                  | 92                               | Москва — Мурманск                  |
| 107 «Самара»                     | Санкт-Петербург — Самара           | 108 «Самара»                     | Самара — Санкт-Петербург           |
| 109                              | Санкт-Петербург — Астрахань        | 110                              | Астрахань — Санкт-Петербург        |
| 111                              | Санкт-Петербург — Воронеж          | 112                              | Воронеж — Санкт-Петербург          |
| 115                              | -                                  | 116                              | Адлер — Санкт-Петербург            |
| 119                              | Санкт-Петербург — Белгород         | 120                              | -                                  |
| 121                              | Санкт-Петербург — Владикавказ      | 122                              | -                                  |
| 133 «Поволжье»                   | Санкт-Петербург — Казань           | 134 «Поволжье»                   | Казань — Санкт-Петербург           |
| 135                              | Санкт-Петербург — Махачкала        | 136                              | -                                  |
| 139                              | Санкт-Петербург — Брянск           | 140                              | Брянск — Санкт-Петербург           |
| 337                              | Санкт-Петербург — Самара           | 338                              | Самара — Санкт-Петербург           |
| 347                              | Санкт-Петербург — Уфа              | 348                              | Уфа — Санкт-Петербург              |
| 721 «Ласточка»                   | Санкт-Петербург — Бологое          | 722 «Ласточка»                   | Бологое — Санкт-Петербург          |

| Сезонное обращение поездов | Сезонное обращение поездов     | Сезонное обращение поездов | Сезонное обращение поездов     |
| № поезда                   | Маршрут движения               | № поезда                   | Маршрут движения               |
| -------------------------- | ------------------------------ | -------------------------- | ------------------------------ |
| 55                         | -                              | 56                         | Москва — Санкт-Петербург       |
| 189                        | Санкт-Петербург — Осташков     | 190                        | Осташков — Санкт-Петербург     |
| 227                        | Санкт-Петербург — Новороссийск | 228                        | Новороссийск — Санкт-Петербург |
| 245                        | Санкт-Петербург — Ейск         | 246                        | Ейск — Санкт-Петербург         |
| 247                        | Санкт-Петербург — Анапа        | 248                        | -                              |
| 259                        | Санкт-Петербург — Анапа        | 260                        | Анапа — Санкт-Петербург        |

## Фото
| - Чертёж вокзала 1851 года постройки - Станция около 1860 г. Круглое депо, церковь. - Фонтан рядом со зданием вокзала. |

## Малая Вишера в литературе
Станция упоминается в первой главе части четвёртой романа Фёдора Михайловича Достоевского «Преступление и наказание». Именно здесь второй раз Свидригайлову мерещился дух его умершей жены Марфы Петровны. Про это Аркадий Иванович рассказывает Родиону Раскольникову:
— Марфа Петровна посещать изволит, — проговорил он, скривя рот в какую-то странную улыбку.
— Как это посещать изволит?
— Да уж три раза приходила. Впервой я её увидел в самый день похорон, час спустя после кладбища. Это было накануне моего отъезда сюда. Второй раз третьего дня, в дороге, на рассвете, на станции Малой Вишере; а в третий раз, два часа тому назад, на квартире, где я стою, в комнате; я был один.
— Ф.М. Достоевский. «Преступление и наказание»